# Mystara
 (mai 2022).
Si vous disposez d'ouvrages ou d'articles de référence ou si vous connaissez des sites web de qualité traitant du thème abordé ici, merci de compléter l'article en donnant les références utiles à sa vérifiabilité et en les liant à la section « Notes et références ».
Mystara est un décor de campagne pour le jeu de rôle médiéval-fantastique Donjons et Dragons. Connu à l'origine sous le nom de « Monde connu » (Known World dans la version originale), un décor semi-générique utilisé dans certains des premiers scénarios du commerce pour Donjons and dragons. Le Monde connu est mentionné pour la première fois dans le module X1, L'Île de la Terreur (anglais : Isle of Dread), et est développé dans plusieurs suppléments et sources de D&D.
Mystara était au départ la fusion de plusieurs projets semi-indépendants écrits par différentes équipes chargée de décrire différentes cultures et nations qui pourraient exister dans le monde médiéval-fantastique de D&D. Leurs travaux ont été rassemblés et combinés pour former le monde de Mystara.
Bien que la gamme de Mystara n'ait plus de suivi officiel depuis 1996, des fans continuent à développer et faire évoluer cet univers, en continuité avec le système de départ.
La plupart des pays du Monde connu ont fait l'objet de Chronique (Gazeeter en version originale). Seuls les deux premiers, décrivant le Grand Duché de Karameikos et les Émirats d'Ylaruam, ont été officiellement traduits en français.

## Mystara, la planète
La surface extérieure de Mystara est constituée de trois continents principaux : Brun, Skothar et Davania, plus l'île-continent d'Alphatia. Les suppléments officiels se concentrent sur la portion orientale de Brun et les terres de la Mer de l'Aube (Sea of Dawn).
La population de Mystara est diversifiée : on y trouve de nombreux peuples humains et une myriade de créatures comme les elfes, les nains, les halfelins, les dragons ou les orques.

### Le Monde connu
Le Known World a des cultures et un niveau technologique qui ressemblent à ceux de la Terre du XVe siècle, mais sans poudre à canon. Les nations du monde connu ont des types de gouvernements très variés, et certaines sont essentiellement habitées par des créatures humanoïdes.
Parmi les nations les plus notables de Mystara se trouvent l'Empire de Thyatis, le Grand-Duché de Karameikos, les Principautés de Glantri, la république marchande de Darokin, les Émirats de Ylaruam, la nation naine de Rocklogis, le royaume elfique d'Alfheim, les terres halfelines des Cinq Comtés, et l'Empire d'Alphatia qui est dirigé par des magiciens.

### La Côte Sauvage
Mystara inclut la Côte sauvage (Savage Coast dans la version originale), une région du sud du continent de Brun. Cette partie de Mystara est frappée par la peste rouge (Red curse), une malédiction qui tue lentement les habitants en les faisant muter, à moins que le métal nommé cinnabryl ne soit porté en contact avec la peau. Cette région a été publiée séparément dans une boîte appelée Red Steel, puis republiée sur Internet sous le nom de Savage Coast.
La Côte sauvage délivre une atmosphère de film et roman de cape et d'épée, et cette région est plus proche de la Renaissance que du Moyen Âge, des armes à feu y étant présentes.

### Autres continents
Le continent de Davania est la terre d'origine de la plupart des civilisations du Monde connu, mais il a été à peine décrit dans des suppléments officiels (tout comme le continent de Skothar). Depuis l'arrêt de la gamme, des fans ont travaillé à décrire ces continents.

## Le Monde Creux
Mystara est une planète creuse, à l'intérieur de laquelle se trouve une surface habitable appelée « Monde creux » (Hollow World). Ce monde intérieur est éclairé par un soleil rouge permanent (c'est le noyau de la planète), et sert de « conservatoire culturel », les Immortels y réimplantant les sociétés disparues du monde extérieur. L'existence du Monde creux est inconnu de la plupart des habitants du monde extérieur.
On accède au Monde creux par les pôles de la planète, qui sont en fait d'immenses trous aux rebords arrondis. Le voyage est long et difficile, et traverse une région froide, sans lumière, ravagée par des tempêtes, et où la magie ne fonctionne pas. La courbure des trous est si douce que les explorateurs ne remarquent souvent pas le passage d'un côté de la surface à l'autre.

## Les lunes
Deux lunes orbitent autour de la planète. Matera est une lune semblable à la nôtre, et elle influence les lycanthropes. Elle est inhabitée, à l'exception d'une cité, Pandius, bâtie par des immortels et où ils se rencontrent et observent Mystara. Patera, appelée Myoshima par ses habitants, est une lune invisible depuis Mystara. Ses habitants ont une culture similaire à celle du Japon médiéval.

## Blackmoor
La baronnie de Blackmoor (en) était le tout premier décor de campagne de Donjons and dragons. Elle a été incluse dans Mystara en partant du principe que cette terre féodale existait dans un lointain passé, puis avait évolué en une civilisation hautement avancée technologiquement mais qui a fini par s'autodétruire dans une explosion apocalyptique qui a modifié la géographie et le climat de la planète entière.

## Jeux vidéo
Mystara est l'univers employé par une série de deux jeux d'arcade de style beat them all de Capcom : Dungeons and Dragons: Tower of Doom (1993) et Dungeons and Dragons: Shadow over Mystara (1996).
Trois autres jeux vidéo se déroulent dans l'univers de Mystara : Dungeons and Dragons: Warriors of the Eternal Sun (Sega Genesis, 1992), Fantasy Empires (PC, 1993), Order of the Griffon (PC-Engine, 1992).

## Matériel pour le jeu de rôle
Chroniques
- GAZ1 : Le Grand Duché de Karameikos (The Grand Duchy of Karameikos) (1987) ;
- GAZ2 :  Les Emirats d'Ylaruam (Emirates of Ylaruam) (1987) ;
- GAZ3 : The Principalities of Glantri (1987) ;
- GAZ4 : The Kingdom of Ierendi (1987) ;
- GAZ5 : Elves of Alfheim (1988) ;
- GAZ6 : The Dwarves of Rockhome (1988) ;
- GAZ7 : The Northern Reaches  (1988) ;
- GAZ8 : The Five Shires (1988) ;
- GAZ9 : The Minrothad Guilds  (1988) ;
- GAZ10 : The Orc of Thar (1988) ;
- GAZ11 : The Republic of Darokin (1989) ;
- GAZ12 : The Golden Khan of Enthengar (1989) ;
- GAZ13 : The Shadow Elves (1990) ;
- GAZ14 : The Atruaghin Clans (1991) ;
- Dawn of The Emperors: Thyatis and Alphatia (1989)

Autres suppléments
- Hollow World Campaign Setting (1989)
- Creatures Crucible : Top Ballista (1989)
- Creatures Crucible: The Sea People (1990)
- Creatures Crucible: Tall Tales of the Wee Folk (1989)
- Creatures Crucible: Night Howlers (1992)
- Wrath of the Immortals (1992)
- Champions of Mystara (1993)

## Romans
- Le Chevalier de Karameikos (Édition française 1998), de Timothy Brown, traduit par Bernadette Emerich  (ISBN 2-290-05066-0)
- The Black Vessel (August 1996), by Morris Simon,  (ISBN 0-7869-0507-7)

- Les Chroniques du Chevalier-Dragon, de Thorarinn Gunnarsson (en), traduit par Frédérique le Boucher,

1. Le seigneur-Dragon de Mystara ; 1. L'Écuyer
2. Le seigneur-Dragon de Mystara ; 2. Le Chevalier,  (ISBN 2-290-04735-X)
3. Le Roi-Dragon de Mystara ; 1. Le Prince,  (ISBN 2-290-04797-X)
4. Le Roi-Dragon de Mystara ; 2. Le Roi,  (ISBN 2-290-04798-8)
5. Le Mage-Dragon de Mystara ; 1. L'Attaque,  (ISBN 2-290-04964-6)
6. Le Mage-Dragon de Mystara ; 2. L'Adieu,  (ISBN 2-290-04965-4)

## Suppléments

### 1st Quest
- Rogues to Riches  (February 1995), by J. Robert King,  (ISBN 1-56076-825-8)
- Son of Dawn  (May 1995), by Dixie Lee McKeone,  (ISBN 1-56076-884-3)

### Dragonlord Chronicles
- Dragonlord of Mystara  (July 1994), by Thorarinn Gunnarsson,  (ISBN 1-56076-906-8)
- Dragonking of Mystara (July 1995), by Thorarinn Gunnarsson,  (ISBN 0-7869-0153-5)
- Dragonmage of Mystara (April 1996), by Thorarinn Gunnarsson,  (ISBN 0-7869-0488-7)

### Penhaligon Trilogy
- The Tainted Sword (October 1992), by D.J. Heinrich,  (ISBN 1-56076-395-7)
- The Dragon's Tomb (April 1993), by D.J. Heinrich,  (ISBN 1-56076-592-5)
- The Fall of Magic  (October 1993), by D.J. Heinrich,  (ISBN 1-56076-663-8)

## Sources
- (en) Cet article est partiellement ou en totalité issu de l’article de Wikipédia en anglais intitulé « Mystara » (voir la liste des auteurs).